# 大尾擬白輪盾介殼蟲
大尾擬白輪盾介殼蟲（学名：Pseudaulacaspis megacauda）为盾介殼蟲科擬白輪盾介殼蟲屬下的一个种。